# As Bestas
As Bestas é um filme de 2022 dirigido por Rodrigo Sorogoyen. Foi apresentado na mostra Première no Festival de Cannes 2022. No Brasil, foi lançado pela Pandora Filmes nos cinemas em 25 de janeiro de 2024, antes do lançamento, foi apresentado no Festival Varilux de Cinema Francês 2023.

## Sinopse
Um casal francês muda-se para uma pequena aldeia no interior da Galiza em busca de uma vida tranquila. Mas a sua presença despertará a hostilidade dos seus vizinhos.

## Elenco
- Denis Ménochet : Antoine Denis
- Marina Foïs : Olga Denis
- Luis Zahera : Xan
- Diego Anido : Lorenzo
- Marie Colomb : Marie Denis
- Luisa Merelas : Anta
- José Manuel Fernández y Blanco : Pepiño
- Federico Pérez Rey : Mariano
- Javier Varela : Xosé
- David Menéndez : Alfonso
- Xavier Estévez
- Emile Duthu : Pierrot

## Recepção
Na França, o filme tem uma nota média de 4,2/5 no agregador do AlloCiné, calculada a partir de 37 resenhas da imprensa.